# 田中俊太
田中 俊太（たなか しゅんた、1993年8月18日 - ）は、神奈川県厚木市出身のプロ野球選手（内野手、外野手）。右投左打。オイシックス新潟アルビレックスBC所属。兄は広島東洋カープに所属する田中広輔。

## 経歴

### プロ入り前

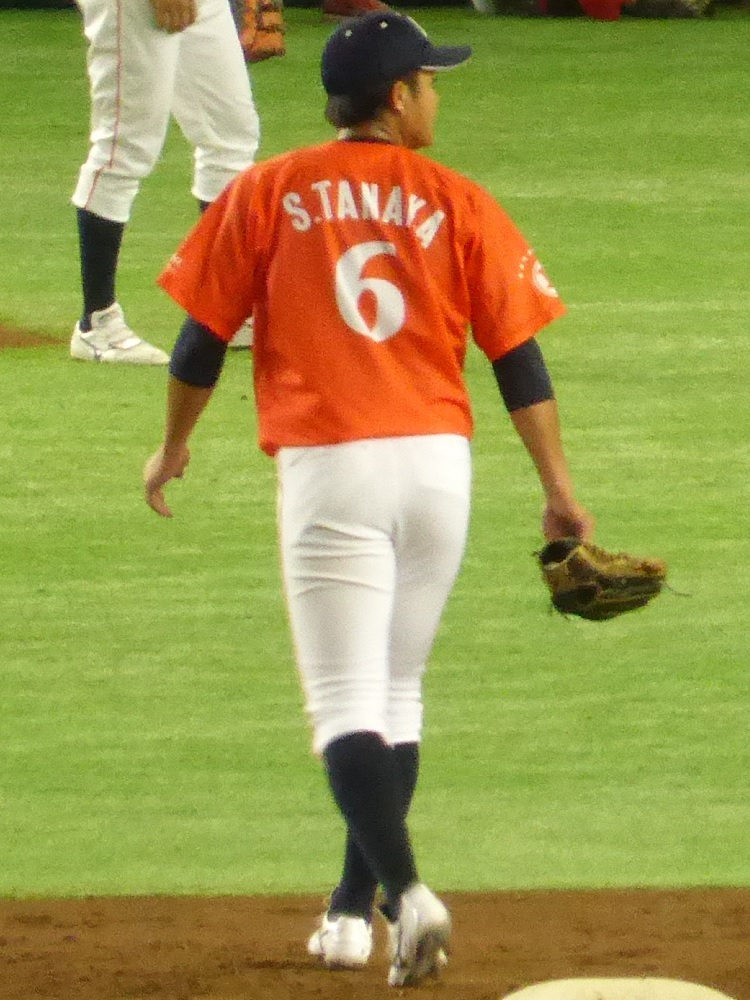
日立製作所時代

小学校1年生のときにソフトボールを始め、4年生から中学まで父が監督を務めるボーイズリーグに所属していた。
東海大学付属相模高校に進学すると1年秋から主軸に据わり、2年生の2010年に3番・二塁手として出場した第92回全国高等学校野球選手権大会で準優勝、3年生の2011年も同じく「3番・二塁手」として出場した第83回選抜高等学校野球大会は準決勝の履正社高校戦で満塁本塁打を放つなど活躍し、優勝をそれぞれ経験した。チームメイトは1学年上に一二三慎太・大城卓三、同期には菅野剛士・渡辺勝がいる。
東海大学に進学し、3年生時の2014年に第63回全日本大学野球選手権大会で優勝。同期は渡辺勝、中川皓太、吉田侑樹がいる。
2016年、大学を卒業して日立製作所に進み、高校時代の同期である菅野剛士と再びチームメイトになる。同年夏の第87回都市対抗野球大会ではチーム初の決勝進出（準優勝）に貢献し、菅野とともに若獅子賞を受賞した。2017年には社会人日本代表に選ばれ、同年のアジア野球選手権大会では二塁手として出場し、優勝メンバーとなった。
2017年10月26日に行われたドラフト会議では、読売ジャイアンツに5位指名を受け、契約金4500万円、年俸800万円で入団合意した（金額は推定）。背番号は兄・広輔のプロ入り時と同じ63。同期入団には高校・大学でともにプレーした1学年先輩の大城卓三（3位指名）がいた。

### 巨人時代

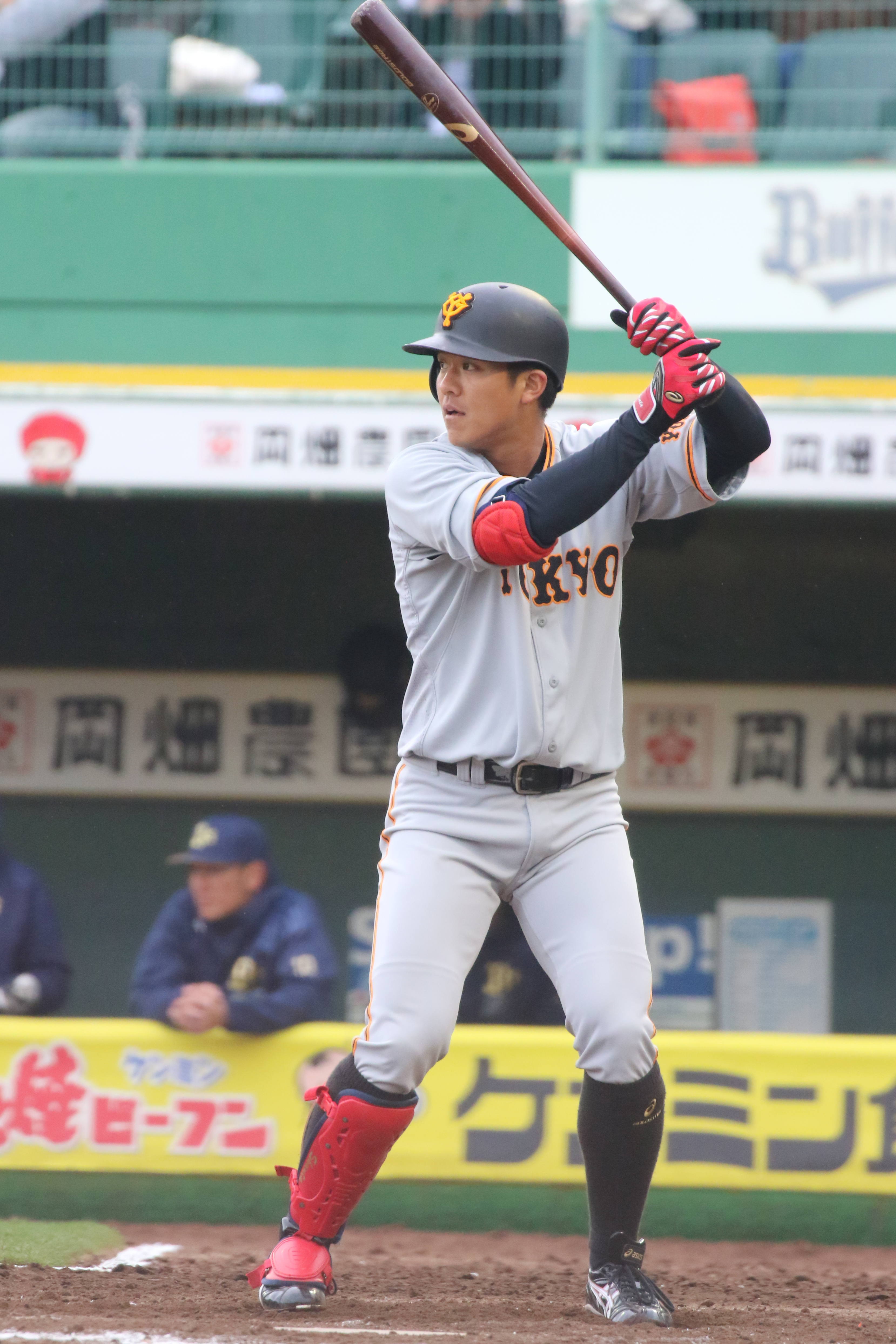
巨人時代

2018年、開幕を一軍で迎えると、3月30日の開幕戦である対阪神タイガース戦（東京ドーム）に代打でプロ初出場を果たし、初打席初安打を記録。6月2日の対オリックス・バファローズ戦（京セラドーム大阪）で「2番・二塁手」として初先発出場すると、1試合5出塁の活躍を見せた。9月11日の東京ヤクルトスワローズ戦（東京ドーム）では小川泰弘からプロ初本塁打を記録した。前半戦に二塁手として出場することの多かった吉川尚輝が8月1日に故障離脱したこともあり、シーズン後半にはレギュラー格を務め、最終的に99試合に出場し、打率.241、2本塁打、12打点、6盗塁を記録。オフに、800万円増の推定年俸1600万円で契約を更改した。2019年からは背番号が51となる。
2019年、開幕戦となった広島戦に7番・三塁手で出場。当初はクリスチャン・ビヤヌエバと併用されるが、吉川尚の離脱により再び二塁手として起用される。しかし自身の不調や、若林晃弘や山本泰寛の活躍もあり二軍調整の時期が長くなり、前年ほど一軍での出場機会は得られずやや成績面で数字を落とした。オフに、200万円増の推定年俸1800万円で契約を更改した。
2020年、開幕を一軍で迎えたが、楽天から移籍加入したゼラス・ウィーラーと入れ替わる形で6月29日に出場登録を抹消された。8月12日に再登録されるも、代打で結果を残せず、8月16日に再び登録抹消された。9月13日に再登録されると、9月は打率.467（15打数7安打）と結果を残した。最終的には、プロ入り最少となる48試合出場にとどまり、打率.265、本塁打1、打点6を記録。福岡ソフトバンクホークスとの日本シリーズには、4試合すべてに出場した。12月9日に、100万円減の推定年俸1700万円で契約を更改した。

### DeNA時代

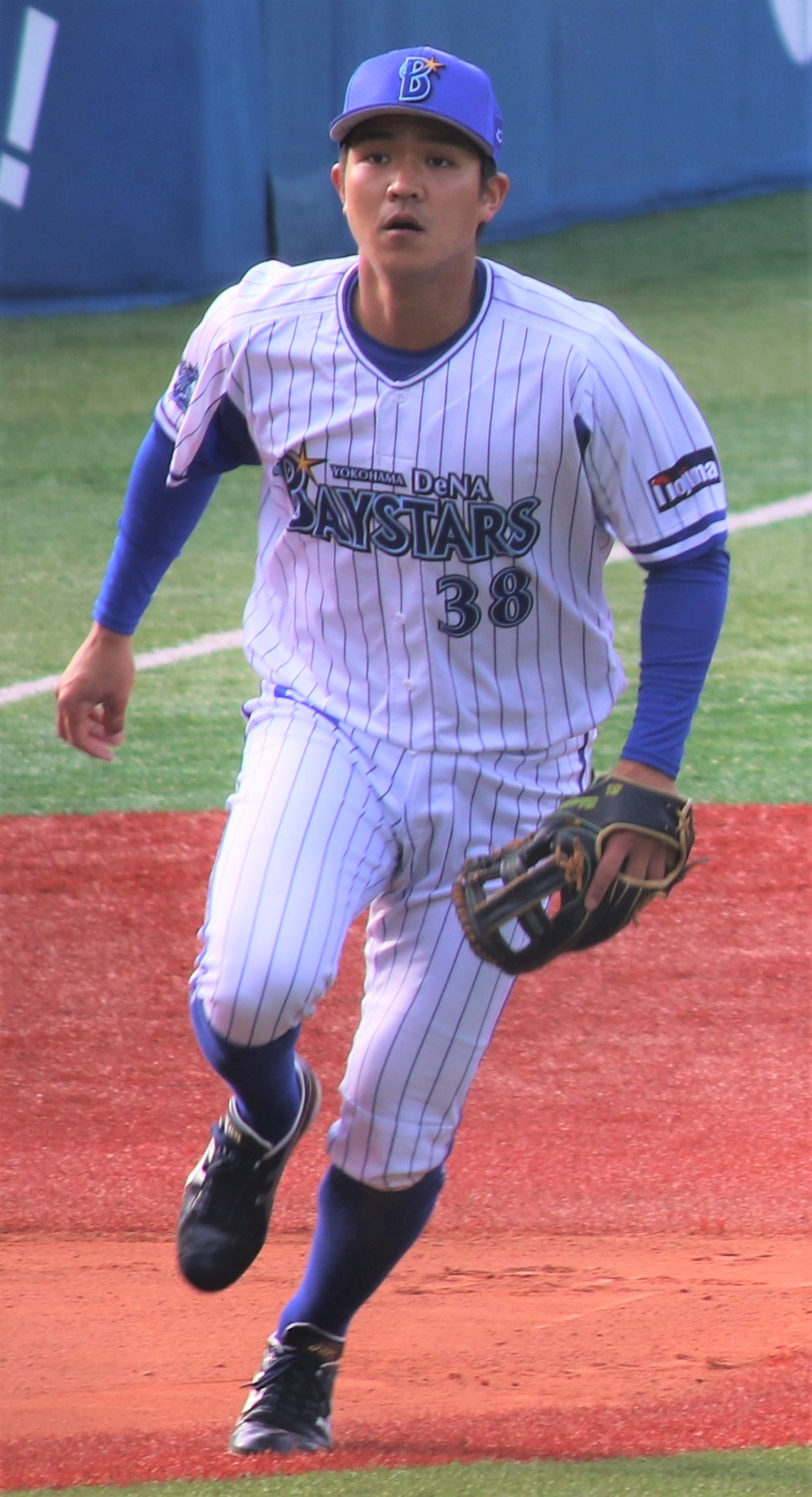
DeNA時代
（2021年3月6日 横浜スタジアム）

2020年12月18日、梶谷隆幸がFA権を行使して読売ジャイアンツに移籍したことに伴い、人的補償として横浜DeNAベイスターズに移籍することが両球団より発表された。背番号は38。移籍が決定すると、巨人監督の原辰徳や兄の田中広輔から電話で激励を受けた。
2021年は開幕を一軍で迎えた。開幕戦となった3月26日の読売ジャイアンツ戦では3安打を打ち、セ・リーグ新記録の開幕戦6打点の活躍を見せた。しかしその後は出場機会を減らし、6月21日に登録抹消された。6月27日のイースタン・巨人戦で横川凱の球が左手に当たり（判定はファウルボール）、打席途中で交代した。同月29日に「左母指基節骨骨折に伴うピンニング手術」を受けた。最終的に58試合出場で、打率.146、0本塁打、8打点に終わった。オフに、現状維持となる推定年俸1700万円で契約を更改した。
2022年は、春季キャンプで沖縄入りした直後に新型コロナウィルスに感染し、発熱もあり10日間隔離生活を送る。開幕は二軍で迎えるが、一軍で新型コロナウィルスの陽性者が続出したため4月12日に入れ替わりで一軍登録される。4月19日の阪神戦では適時内野安打を放つなど逆転勝利に貢献するが、4月25日に登録抹消。その後も、一軍と二軍を行ったり来たりし、一軍では主に代走や守備固めで起用されたが、最終的には19試合の出場にとどまった。
2023年はシーズン終了まで一軍登録されることなく、10月3日に戦力外通告を受けた。

### オイシックス時代
2023年12月1日、翌年からイースタン・リーグに新規参入する、オイシックス新潟アルビレックス・ベースボール・クラブに入団することが発表された。背番号は3。入団会見時には来季の目標として、強い覚悟を持って取り組むとの思いから「一念通天」という言葉を色紙に書いた。2024年は小西慶治とともにチームの副キャプテンも務める。

## 選手としての特徴
二塁を中心に内外野全ポジションをこなすユーティリティープレイヤー。俊足を誇り、アマチュア時代には50メートル走で6秒0を記録している。打撃では長打は多くないが粘り強く、選球眼に優れており、出塁率が高い。

## 人物
田中広輔は4歳上の長兄で、3歳上の次兄も日大三校、明治学院大学でプレーした捕手である。父は高校時代に東海大相模で遊撃手として活躍し、原辰徳の2学年後輩にあたり、原とは寮で同部屋だった。5人姉弟で2人の兄の他に姉と妹がいて、順番は姉→三兄弟→妹である。
幼少期は少年野球の活動で、当時横浜ベイスターズのファームチームであった湘南シーレックスの試合の手伝いをしていた。その際、内川聖一から声をかけられることがあり、プロ入り後に再会している。

## 詳細情報

### 年度別打撃成績
| 年 度     | 球 団     | 試 合 | 打 席 | 打 数 | 得 点 | 安 打 | 二 塁 打 | 三 塁 打 | 本 塁 打 | 塁 打 | 打 点 | 盗 塁 | 盗 塁 死 | 犠 打 | 犠 飛 | 四 球 | 敬 遠 | 死 球 | 三 振 | 併 殺 打 | 打 率 | 出 塁 率 | 長 打 率 | O P S |
| --------- | --------- | ----- | ----- | ----- | ----- | ----- | -------- | -------- | -------- | ----- | ----- | ----- | -------- | ----- | ----- | ----- | ----- | ----- | ----- | -------- | ----- | -------- | -------- | ----- |
| 2018      | 巨人      | 99    | 261   | 228   | 20    | 55    | 6        | 3        | 2        | 73    | 12    | 6     | 0        | 10    | 0     | 23    | 0     | 0     | 41    | 7        | .241  | .311     | .320     | .631  |
| 2019      | 巨人      | 62    | 176   | 156   | 17    | 35    | 7        | 0        | 4        | 54    | 14    | 2     | 0        | 4     | 2     | 14    | 0     | 0     | 36    | 2        | .224  | .285     | .346     | .631  |
| 2020      | 巨人      | 48    | 78    | 68    | 7     | 18    | 2        | 1        | 1        | 25    | 6     | 2     | 0        | 0     | 1     | 8     | 1     | 1     | 15    | 0        | .265  | .346     | .368     | .714  |
| 2021      | DeNA      | 58    | 60    | 48    | 10    | 7     | 0        | 0        | 0        | 7     | 8     | 0     | 1        | 3     | 2     | 7     | 0     | 0     | 16    | 0        | .146  | .246     | .146     | .391  |
| 2022      | DeNA      | 19    | 19    | 19    | 0     | 3     | 0        | 0        | 0        | 3     | 1     | 0     | 0        | 0     | 0     | 0     | 0     | 0     | 3     | 0        | .158  | .158     | .158     | .316  |
| 通算：5年 | 通算：5年 | 286   | 594   | 519   | 54    | 118   | 15       | 4        | 7        | 162   | 41    | 10    | 1        | 17    | 5     | 52    | 1     | 1     | 111   | 9        | .227  | .296     | .312     | .608  |

- 2023年度シーズン終了時

### 年度別守備成績
内野守備
| 年 度 | 球 団 | 一塁  | 一塁  | 一塁  | 一塁  | 一塁  | 一塁     | 二塁  | 二塁  | 二塁  | 二塁  | 二塁  | 二塁     | 三塁  | 三塁  | 三塁  | 三塁  | 三塁  | 三塁     | 遊撃  | 遊撃  | 遊撃  | 遊撃  | 遊撃  | 遊撃     |
| 年 度 | 球 団 | 試 合 | 刺 殺 | 補 殺 | 失 策 | 併 殺 | 守 備 率 | 試 合 | 刺 殺 | 補 殺 | 失 策 | 併 殺 | 守 備 率 | 試 合 | 刺 殺 | 補 殺 | 失 策 | 併 殺 | 守 備 率 | 試 合 | 刺 殺 | 補 殺 | 失 策 | 併 殺 | 守 備 率 |
| ----- | ----- | ----- | ----- | ----- | ----- | ----- | -------- | ----- | ----- | ----- | ----- | ----- | -------- | ----- | ----- | ----- | ----- | ----- | -------- | ----- | ----- | ----- | ----- | ----- | -------- |
| 2018  | 巨人  | -     | -     | -     | -     | -     | -        | 58    | 128   | 151   | 4     | 33    | .986     | 8     | 3     | 13    | 0     | 1     | 1.000    | -     | -     | -     | -     | -     | -        |
| 2019  | 巨人  | -     | -     | -     | -     | -     | -        | 39    | 74    | 68    | 3     | 18    | .979     | 22    | 7     | 41    | 2     | 2     | .960     | 1     | 0     | 0     | 0     | 0     | ----     |
| 2020  | 巨人  | 14    | 66    | 5     | 0     | 8     | 1.000    | 16    | 16    | 24    | 0     | 5     | 1.000    | 7     | 3     | 4     | 2     | 0     | .778     | 1     | 1     | 1     | 0     | 0     | 1.000    |
| 2021  | DeNA  | 20    | 23    | 1     | 2     | 2     | .923     | 16    | 28    | 28    | 1     | 5     | .982     | 12    | 3     | 5     | 0     | 0     | 1.000    | 5     | 3     | 8     | 0     | 3     | 1.000    |
| 2022  | DeNA  | 6     | 8     | 0     | 0     | 0     | 1.000    | 5     | 6     | 12    | 0     | 0     | 1.000    | 2     | 0     | 0     | 0     | 0     | ----     | -     | -     | -     | -     | -     | -        |
| 通算  | 通算  | 40    | 97    | 6     | 2     | 10    | .981     | 134   | 252   | 283   | 8     | 61    | .985     | 51    | 16    | 63    | 4     | 3     | .951     | 7     | 4     | 9     | 0     | 3     | 1.000    |

外野守備
| 年 度 | 球 団 | 外野  | 外野  | 外野  | 外野  | 外野  | 外野     |
| 年 度 | 球 団 | 試 合 | 刺 殺 | 補 殺 | 失 策 | 併 殺 | 守 備 率 |
| ----- | ----- | ----- | ----- | ----- | ----- | ----- | -------- |
| 2018  | 巨人  | 1     | 0     | 0     | 0     | 0     | ----     |
| 2020  | 巨人  | 3     | 1     | 0     | 0     | 0     | 1.000    |
| 通算  | 通算  | 4     | 1     | 0     | 0     | 0     | 1.000    |

- 2023年度シーズン終了時

### 記録
初記録
- 初出場：2018年3月30日、対阪神タイガース1回戦（東京ドーム）、7回裏に小林誠司の代打で出場
- 初打席・初安打：同上、ランディ・メッセンジャーから二塁内野安打
- 初先発出場：2018年6月2日、対オリックス・バファローズ2回戦（京セラドーム大阪）、「2番・二塁手」として先発出場
- 初打点：2018年6月3日、対オリックス・バファローズ3回戦（京セラドーム大阪）、5回表に田嶋大樹から左前適時打
- 初盗塁：2018年6月5日、対東北楽天ゴールデンイーグルス1回戦（東京ドーム）、5回裏に二盗（投手：古川侑利、捕手：嶋基宏）
- 初本塁打：2018年9月11日、対東京ヤクルトスワローズ21回戦（東京ドーム）、4回裏に小川泰弘から左越ソロ

その他の記録
- 開幕戦で6打点：2021年3月26日、対読売ジャイアンツ1回戦（東京ドーム） ※セ・リーグタイ記録

### 背番号
- 63（2018年）
- 51（2019年 - 2020年）
- 38（2021年 - 2023年）
- 3（2024年 - ）

### 登場曲
- 「手をたたけ」NICO Touches the Walls（2018年 - 2020年）
- 「NEW WORLD」RefRise（2019年10月 - 2020年）
- 「星影のエール」GReeeeN（2021年）※第2打席
- 「High Hopes」Panic! At The Disco（2021年 - ）※第1打席→奇数打席（2021年4月途中から）
- 「水平線」back number（2021年 - ）※第3打席→偶数打席（2021年4月途中から）